# عمارة بيئية

مفهوم التصميم لاقتراح NOAH (المسكن الطبيعي نيو اورليانز)، الذي صممه أي. كيفن شوبفر.

العمارة البيئية (بالإنجليزية: Arcology)‏ وهي مكونة من كلمتين "architecture" أي «عمارة» و"ecology" أي «علم البيئة»، هو مجال خلق مبادئ التصميم المعماري لمساكن مكتظة بالسكان، ومنخفضة التأثير علي البيئة.
وقد شاع المفهوم في المقام الأول، وتمت صياغة المصطلح نفسه، من قبل المهندس المعماري باولو سوليري. وتظهر أيضا في أفلام الخيال العلمي. كاتب مثل بيتر هاملتون في كتابه الكيميائي أو باولو باكيجالوبي في سكين الماء يستخدم بشكل واضح العمارة البيئية كجزء من السيناريوهات الخاصة. وغالبا ما تصور المساكن البيئية في الخيال العلمي أنها مكتفية ذاتيا واقتصاديا.
وكانت هذه الهياكل افتراضية إلى حد كبير من حيث إنها ليست بيئية، حتى الذي سمعنا عنه من سوليري نفسه، لم ينتهي بعد، لكنه افترض أن العمارة البيئية المكتملة من شأنها أن توفر مساحة لمجموعة متنوعة من المرافق السكنية والتجارية والزراعية وتقليل الأثر البيئي البشري الفردي.

## التنمية
المعمار البيئي يتميز عن المباني الكبيرة فقط في أنها مصممة للتقليل من تأثير المسكن البشري في أي نظام بيئي معين. يمكن أن يكون مستدام ذاتيا، ويوظف كل أو معظم الموارد المتاحة الخاصة بها من أجل حياة مريحة: الطاقة؛ التحكم ب المناخ؛ إنتاج الغذاء. المحافظة على المياه وتنقية الهواء و. معالجة مياه الصرف الصحي؛ الخ. تم تصميم المعمار البيئي ليجعل من الممكن تزويد تلك البنود لعدد كبير من السكان. ومن شأن المعمار البيئي توريد وصيانة البنى التحتية البلدية أو الحضرية الخاصة بها من أجل العمل والتواصل مع البيئات الحضرية الأخرى بعيدا عن خاصتها.
 تم اقتراح العمارة البيئية للحد من تأثير الإنسان على الموارد الطبيعية. قد تطبق تصاميم العمارة البيئية تقنيات البناء والهندسة المدنية التقليدية في مشاريع كبيرة جدا ولكن عملية من أجل تحقيق اقتصاديات المشاة بمقياس تم اثبات أنه، بعد السيارات، سيكون صعب تحقيقه بطرق أخرى.
اقترح فرانك لويد رايت نسخة مبكرة تدعي مدينة بروداكر ولكن، في مقابل العمارة البيئية، فكرة رايت هي نسبيا ثنائية الأبعاد وتعتمد على شبكة الطرق. ووصفت خطة رايت أنظمة النقل، والزراعة، والتجارة التي من شأنها دعم الاقتصاد. وقال النقاد ان حل رايت فشل في تقدير النمو السكاني، ويفترض ديمقراطية أكثر جمودا من التي في الولايات المتحدة الأمريكية.
 اقترح بكمنستر فولر مشروع مدينة رجل النهر القديمة، وهي مدينة ذات قبة بسعة 125,000، كحل لمشاكل السكن في سانت لويس الشرقية، إلينوي.
 اقترح باولو سوليري الحلول في وقت لاحق، وصاغ مصطلح «العمارة البيئية». يصف سوليري سبل ضغط هياكل المدينة في ثلاثة أبعاد لمكافحة الزحف العمراني ثنائي الأبعاد، إلى الاقتصاد في وسائل النقل واستخدامات الطاقة الأخرى. مثل رايت، اقترح سوليري التغييرات في وسائل النقل، والزراعة، والتجارة. استكشف سوليري تخفيضات في استهلاك الموارد والازدواجية، واستصلاح الأراضي؛ واقترح أيضا الحد من الكثير من وسائل النقل الخاصة. ودعا إلى مزيد من «التدبير» ويفضل زيادة استخدام الموارد الاجتماعية المشتركة، بما في ذلك وسائل النقل العامة (و المكتبات العامة).

## مشاريع واقعية مماثلة
مدينة أركوسانتي هي «نموذج عمارة بيئية» تجريبي - وهو مشروع توضيحي تحت الإنشاء في وسط ولاية أريزونا. صممه باولو سوليري، والغرض الأساسي منه هو إظهار تصاميم سوليري الشخصية، وتطبيقه لمبادئ العمارة البيئية لإنشاء نموذج حضري صديق للمشاة.
وقد اقترحت العديد من المدن في العالم مشاريع متمسكة بمبادئ تصميم مفهوم العمارة البيئية، مثل طوكيو، ودونجتان بالقرب من شنغهاي. مشروع دونجتان قد انهار، وفشل في الافتتاح لمعرض اكسبو شانغهاي العالمي في عام 2010.
وتعكس المشاريع الحضرية بعض المبادئ للعمارة البيئية. وكثيرا ما توفر أنظمة اتصال المشاة مجموعة واسعة من السلع والخدمات في هيكل واحد. وتشمل بعض الأمثلة على نظام +15 في وسط مدينة كالجاري، ريسو مونتريال، ونظام سكاي واي مينيابوليس، والزجاج في فيرمونت، كيبيك، ونظام نفق هيوستن، تكساس. وتشمل محلات السوبر ماركت ومراكز التسوق والمجمعات الترفيهية. و+15 هو سكاي ووك الأكثر شمولا في العالم، على بعد 16 كم (9.9 ميل) في الطول الإجمالي. مينيابوليس لديها أطول مسار واحد، في 13 كم (8 ميل). نجاح سيوارد، ألاسكا لم يتم بنائها أبدا، ولكن كان يمكن أن يكون مدينة صغيرة خارج أنكوريدج. شيكاغو لديها نظام نفق كبير يعرف باسم شيكاغو بيدواي يربط جزء من المباني في مدينة شيكاغو.
لاس فيغاس لديها العديد من ملامح العمارة البيئية لحماية الناس من حرارة 45 درجة مئوية (113 درجة فهرنهايت). ترتبط العديد من الكازينوهات الكبرى عن طريق الأنفاق وجسور المشاة، ومونوريلات. ومن الممكن السفر من ماندالاي بأي في الطرف الجنوبي من المقاطعة إلى مركز مجمع لاس فيغاس، على بعد ثلاثة أميال (5 كلم) إلى الشمال، من دون استخدام الشوارع. في كثير من الحالات، فمن الممكن أن تنقل بين عدة من الكازينوهات المختلفة دون الخروج في أي وقت إلى الهواء الطلق. فمن الممكن العيش في هذا المجمع من دون الحاجة إلى المغامرة بالخارج، باستثناء أن القطاع لم يعتبر عموما مستدام ذاتيا. لم يدافع سوليري عن المدن المغلقة، على الرغم من انه رسم تصميم ونموذج بناء ل«معمار بيئي» ل لفضاء الخارجي.
 وتضم منطقة وسط مدينة تورونتو شبكة للمشاة تحت الأرض، باث (PATH). ترتبط العديد من المبانى الشاهقة من خلال سلسلة من الأنفاق تحت الأرض. فمن الممكن أن يعيش في هذا المجمع دون الحاجة إلى المغامرة بالخارج، ولكن شبكة (PATH) ليست مكتفية ذاتيا، ولا هي مستدامة ذاتيا في الوقت الحاضر. تمتد الشبكة الإجمالية 28 كيلومترا (17 ميل).
 محطة ماكموردو من برنامج الولايات المتحدة في أنتاركتيكا وغيرها من مراكز البحوث العلمية في قارة القطب الجنوبي تشبه المفهوم الشعبي للعمارة البيئية باعتبارها تطور تكنولوجي، للمجتمع الإنساني المكتفي ذاتيا. قاعدة أبحاث القطب الجنوبي توفر وسائل الراحة المعيشية والترفيهية لنحو 3000 من الموظفين الذين يزورونها كل سنة. موقعها النائي والتدابير اللازمة تحتاج لحماية مواطنيها من البيئة القاسية تعطيها طابع الانعزالية. المحطة ليست مكتفية ذاتيا - القوات البرية للولايات المتحدة يسلم 30,000 متر مكعب (800,000 جالون أمريكي) من الوقود و 5 كيلو طن (11 مليون جنيه) من اللوازم والمعدات سنويا من خلال إعادة تزويد جهد عملية السبات العميق لها - ولكنها معزولة عن شبكات الدعم التقليدية. القاعدة تولد الكهرباء باستخدام محطة الطاقة الخاصة بها، وتزرع الفواكه والخضروات في البيوت الأخضر المائية عند انقطاع الإمداد. تحت معاهدة دولية، فإنه يجب تجنب الضرر على النظام البيئي المحيط.
جزيرة الكريستال هي معمار بيئي مقترح في موسكو، روسيا. في عام 2009، تم تأجيل البناء إلى أجل غير مسمى بسبب الأزمة الاقتصادية العالمية.
 أبراج بيجيتش تعمل مثل عمارة بيئية صغيرة الحجم تضم ما يقرب من جميع من سكان يتير، ألاسكا. زوج من المباني يحتوي المساكن فضلا عن المدرسة، وبقالة، ومكاتب البلدية. يتير تباهت ذات مرة بالهيكل الثاني المعروف باسم مبنى باكنر. مبنى باكنر لا يزال قائما ولكن اعتبر غير صالح للسكن بعد زلزال عام 1969.

## في الثقافة الشعبية
وقد فشلت معظم المقترحات لبناء عمارات بيئية حقيقية بسبب أوجه القصور المالية والهيكلية أو المفاهيمية. لذا وجدت العمارات البيئية في المقام الأول في الأعمال الخيالية. ومثال كبير لذلك هو رواية قسم الولاء لـ لاري نيفن وجيري بورنيل. في الرواية، انتقل جزء من سكان لوس انجليس إلى معمار بيئي. تدرس الحبكة التغيرات الاجتماعية التي تنتج، داخل وخارج المعمار البيئي على حد سواء. وهكذا تم تقديم المعمار البيئي ليس فقط كآداة للحبكة ولكن باعتباره موضوعا للنقد. وفي رواية من داخل العالم لروبرت سيلفربيرغ، معظم سكان العالم البالغين 750 بليون يعيشون داخل ناطحات السحاب العملاقة، والتي تدعى أوربمونات "urbmons"، كل أوربمون منها يحتوي على مئات الآلاف من الناس. يتم ترتيب الأوربمونات في «الأبراج». وينقسم كل أوربمون إلى «الأحياء» من 40 أو نحو ذلك من الطوابق. يتم توفير جميع احتياجات السكان داخل المبنى - يزرع الطعام في الخارج وإدخالها إلى البناء - حتى أن فكرة الذهاب للخارج هي هرطقة ويمكن أن تكون علامة على الجنون. كتاب يتناول حياة الإنسان في عصر الكثافة السكانية المرتفعة للغاية.
 لعبة الكمبيوتر سيم سيتي 2000 التابعة لماكسيس تسمح لبناء أربعة أنواع مختلفة من المعمار البيئي في المستقبل.